# Okręgowe rozgrywki w piłce nożnej woj. białostockiego (1952)
18. Edycja okręgowych rozgrywek w piłce nożnej województwa białostockiego

Okręgowe rozgrywki w piłce nożnej województwa białostockiego prowadzone są przez Białostocki Okręgowy Związek Piłki Nożnej, rozgrywane są w dwóch ligach, najwyższym poziomem jest I klasa wojewódzka (4 grupy), następnie II klasa wojewódzka (6 grup).
Reforma rozgrywek 

Po sezonie władze WKKFiT doszły do wniosku, że eksperymenty z reorganizacją rozgrywek nie przyniosły wzrostu poziomu rozgrywek, przeciwnie przyczyniły się do ogólnego zamieszania i obniżenia jakości w I klasie wojewódzkiej. Ostatecznie od następnego sezonu powrócono do rozgrywek w systemie klasa A, B i C.
Mistrzostwo Okręgu zdobyły GWKS Ełk. 

Puchar Polski na szczeblu regionalnym zdobyła drużyna Kolejarza Łomża.
Drużyny z województwa białostockiego występujące w centralnych i makroregionalnych poziomach rozgrywkowych:
- I Liga - brak
- II Liga - Gwardia Białystok.

| Rozgrywki | Poziomy rozgrywkowe w sezonie 1952 | Poziomy rozgrywkowe w sezonie 1952 | Poziomy rozgrywkowe w sezonie 1952 | Poziomy rozgrywkowe w sezonie 1952 | Poziomy rozgrywkowe w sezonie 1952 | Poziomy rozgrywkowe w sezonie 1952 | Poziomy rozgrywkowe w sezonie 1952 | Poziomy rozgrywkowe w sezonie 1952 | Poziomy rozgrywkowe w sezonie 1952 | Poziomy rozgrywkowe w sezonie 1952 | Poziomy rozgrywkowe w sezonie 1952 | Poziomy rozgrywkowe w sezonie 1952 | Poziomy rozgrywkowe w sezonie 1952 | Poziomy rozgrywkowe w sezonie 1952 | Poziomy rozgrywkowe w sezonie 1952 | Poziomy rozgrywkowe w sezonie 1952 | Poziomy rozgrywkowe w sezonie 1952 | Poziomy rozgrywkowe w sezonie 1952 | Poziomy rozgrywkowe w sezonie 1952 | Poziomy rozgrywkowe w sezonie 1952 | Poziomy rozgrywkowe w sezonie 1952 | Poziomy rozgrywkowe w sezonie 1952 | Poziomy rozgrywkowe w sezonie 1952 | Poziomy rozgrywkowe w sezonie 1952 | Poziomy rozgrywkowe w sezonie 1952 | Poziomy rozgrywkowe w sezonie 1952 | Poziomy rozgrywkowe w sezonie 1952 | Poziomy rozgrywkowe w sezonie 1952 | Poziomy rozgrywkowe w sezonie 1952 | Poziomy rozgrywkowe w sezonie 1952 | Poziomy rozgrywkowe w sezonie 1952 | Poziomy rozgrywkowe w sezonie 1952 | Poziomy rozgrywkowe w sezonie 1952 | Poziomy rozgrywkowe w sezonie 1952 | Poziomy rozgrywkowe w sezonie 1952 | Poziomy rozgrywkowe w sezonie 1952 | Poziomy rozgrywkowe w sezonie 1952 | Poziomy rozgrywkowe w sezonie 1952 | Poziomy rozgrywkowe w sezonie 1952 | Poziomy rozgrywkowe w sezonie 1952 | Poziomy rozgrywkowe w sezonie 1952 | Poziomy rozgrywkowe w sezonie 1952 | Poziomy rozgrywkowe w sezonie 1952 | Poziomy rozgrywkowe w sezonie 1952 | Poziomy rozgrywkowe w sezonie 1952 | Poziomy rozgrywkowe w sezonie 1952 | Poziomy rozgrywkowe w sezonie 1952 | Poziomy rozgrywkowe w sezonie 1952 | Poziomy rozgrywkowe w sezonie 1952 | Poziomy rozgrywkowe w sezonie 1952 | Poziomy rozgrywkowe w sezonie 1952 | Poziomy rozgrywkowe w sezonie 1952 | Poziomy rozgrywkowe w sezonie 1952 | Poziomy rozgrywkowe w sezonie 1952 | Poziomy rozgrywkowe w sezonie 1952 | Poziomy rozgrywkowe w sezonie 1952 | Poziomy rozgrywkowe w sezonie 1952 | Poziomy rozgrywkowe w sezonie 1952 | Poziomy rozgrywkowe w sezonie 1952 | Poziomy rozgrywkowe w sezonie 1952 | Poziomy rozgrywkowe w sezonie 1952 |
| --------- | ---------------------------------- | ---------------------------------- | ---------------------------------- | ---------------------------------- | ---------------------------------- | ---------------------------------- | ---------------------------------- | ---------------------------------- | ---------------------------------- | ---------------------------------- | ---------------------------------- | ---------------------------------- | ---------------------------------- | ---------------------------------- | ---------------------------------- | ---------------------------------- | ---------------------------------- | ---------------------------------- | ---------------------------------- | ---------------------------------- | ---------------------------------- | ---------------------------------- | ---------------------------------- | ---------------------------------- | ---------------------------------- | ---------------------------------- | ---------------------------------- | ---------------------------------- | ---------------------------------- | ---------------------------------- | ---------------------------------- | ---------------------------------- | ---------------------------------- | ---------------------------------- | ---------------------------------- | ---------------------------------- | ---------------------------------- | ---------------------------------- | ---------------------------------- | ---------------------------------- | ---------------------------------- | ---------------------------------- | ---------------------------------- | ---------------------------------- | ---------------------------------- | ---------------------------------- | ---------------------------------- | ---------------------------------- | ---------------------------------- | ---------------------------------- | ---------------------------------- | ---------------------------------- | ---------------------------------- | ---------------------------------- | ---------------------------------- | ---------------------------------- | ---------------------------------- | ---------------------------------- | ---------------------------------- | ---------------------------------- | ---------------------------------- |
| Centralne | I poziom ligowy                    | I Liga                             | I Liga                             | I Liga                             | I Liga                             | I Liga                             | I Liga                             | I Liga                             | I Liga                             | I Liga                             | I Liga                             | I Liga                             | I Liga                             | I Liga                             | I Liga                             | I Liga                             | I Liga                             | I Liga                             | I Liga                             | I Liga                             | I Liga                             | I Liga                             | I Liga                             | I Liga                             | I Liga                             | I Liga                             | I Liga                             | I Liga                             | I Liga                             | I Liga                             | I Liga                             | I Liga                             | I Liga                             | I Liga                             | I Liga                             | I Liga                             | I Liga                             | I Liga                             | I Liga                             | I Liga                             | I Liga                             | I Liga                             | I Liga                             | I Liga                             | I Liga                             | I Liga                             | I Liga                             | I Liga                             | I Liga                             | I Liga                             | I Liga                             | I Liga                             | I Liga                             | I Liga                             | I Liga                             | I Liga                             | I Liga                             | I Liga                             | I Liga                             | I Liga                             | I Liga                             |
| Centralne | II poziom ligowy                   | II Liga - gr.I                     | II Liga - gr.I                     | II Liga - gr.I                     | II Liga - gr.I                     | II Liga - gr.I                     | II Liga - gr.I                     | II Liga - gr.I                     | II Liga - gr.I                     | II Liga - gr.I                     | II Liga - gr.I                     | II Liga - gr.I                     | II Liga - gr.I                     | II Liga - gr.I                     | II Liga - gr.I                     | II Liga - gr.I                     | II Liga - gr.II                    | II Liga - gr.II                    | II Liga - gr.II                    | II Liga - gr.II                    | II Liga - gr.II                    | II Liga - gr.II                    | II Liga - gr.II                    | II Liga - gr.II                    | II Liga - gr.II                    | II Liga - gr.II                    | II Liga - gr.II                    | II Liga - gr.II                    | II Liga - gr.II                    | II Liga - gr.II                    | II Liga - gr.II                    | II Liga - gr.III                   | II Liga - gr.III                   | II Liga - gr.III                   | II Liga - gr.III                   | II Liga - gr.III                   | II Liga - gr.III                   | II Liga - gr.III                   | II Liga - gr.III                   | II Liga - gr.III                   | II Liga - gr.III                   | II Liga - gr.III                   | II Liga - gr.III                   | II Liga - gr.III                   | II Liga - gr.III                   | II Liga - gr.III                   | II Liga - gr.IV                    | II Liga - gr.IV                    | II Liga - gr.IV                    | II Liga - gr.IV                    | II Liga - gr.IV                    | II Liga - gr.IV                    | II Liga - gr.IV                    | II Liga - gr.IV                    | II Liga - gr.IV                    | II Liga - gr.IV                    | II Liga - gr.IV                    | II Liga - gr.IV                    | II Liga - gr.IV                    | II Liga - gr.IV                    | II Liga - gr.IV                    |
| Okręgowe  | III poziom ligowy                  | I KW - gr.I                        | I KW - gr.I                        | I KW - gr.I                        | I KW - gr.I                        | I KW - gr.I                        | I KW - gr.I                        | I KW - gr.I                        | I KW - gr.I                        | I KW - gr.I                        | I KW - gr.I                        | I KW - gr.I                        | I KW - gr.I                        | I KW - gr.I                        | I KW - gr.I                        | I KW - gr.I                        | I KW - gr.II                       | I KW - gr.II                       | I KW - gr.II                       | I KW - gr.II                       | I KW - gr.II                       | I KW - gr.II                       | I KW - gr.II                       | I KW - gr.II                       | I KW - gr.II                       | I KW - gr.II                       | I KW - gr.II                       | I KW - gr.II                       | I KW - gr.II                       | I KW - gr.II                       | I KW - gr.II                       | I KW - gr.III                      | I KW - gr.III                      | I KW - gr.III                      | I KW - gr.III                      | I KW - gr.III                      | I KW - gr.III                      | I KW - gr.III                      | I KW - gr.III                      | I KW - gr.III                      | I KW - gr.III                      | I KW - gr.III                      | I KW - gr.III                      | I KW - gr.III                      | I KW - gr.III                      | I KW - gr.III                      | I KW - gr.IV                       | I KW - gr.IV                       | I KW - gr.IV                       | I KW - gr.IV                       | I KW - gr.IV                       | I KW - gr.IV                       | I KW - gr.IV                       | I KW - gr.IV                       | I KW - gr.IV                       | I KW - gr.IV                       | I KW - gr.IV                       | I KW - gr.IV                       | I KW - gr.IV                       | I KW - gr.IV                       | I KW - gr.IV                       |
| Okręgowe  | IV poziom ligowy                   | II KW - gr.I                       | II KW - gr.I                       | II KW - gr.I                       | II KW - gr.I                       | II KW - gr.I                       | II KW - gr.I                       | II KW - gr.I                       | II KW - gr.I                       | II KW - gr.I                       | II KW - gr.I                       | II KW - gr.II                      | II KW - gr.II                      | II KW - gr.II                      | II KW - gr.II                      | II KW - gr.II                      | II KW - gr.II                      | II KW - gr.II                      | II KW - gr.II                      | II KW - gr.II                      | II KW - gr.II                      | II KW - gr.III                     | II KW - gr.III                     | II KW - gr.III                     | II KW - gr.III                     | II KW - gr.III                     | II KW - gr.III                     | II KW - gr.III                     | II KW - gr.III                     | II KW - gr.III                     | II KW - gr.III                     | II KW - gr.IV                      | II KW - gr.IV                      | II KW - gr.IV                      | II KW - gr.IV                      | II KW - gr.IV                      | II KW - gr.IV                      | II KW - gr.IV                      | II KW - gr.IV                      | II KW - gr.IV                      | II KW - gr.IV                      | II KW - gr.V                       | II KW - gr.V                       | II KW - gr.V                       | II KW - gr.V                       | II KW - gr.V                       | II KW - gr.V                       | II KW - gr.V                       | II KW - gr.V                       | II KW - gr.V                       | II KW - gr.V                       | II KW - gr.VI                      | II KW - gr.VI                      | II KW - gr.VI                      | II KW - gr.VI                      | II KW - gr.VI                      | II KW - gr.VI                      | II KW - gr.VI                      | II KW - gr.VI                      | II KW - gr.VI                      | II KW - gr.VI                      |

## I Klasa wojewódzka - III poziom rozgrywkowy
Grupa I
| Poz. | Drużyna                  | M    | Z    | R    | P    | Bramki | Punkty | Opis             |
| ---- | ------------------------ | ---- | ---- | ---- | ---- | ------ | ------ | ---------------- |
| 1    | Budowlani Białystok      | b.d. | b.d. | b.d. | b.d. | b.d.   | b.d.   | baraż o III ligę |
| ?    | Gwardia II Białystok (b) | b.d. | b.d. | b.d. | b.d. | b.d.   | b.d.   | Klasa A          |
| ?    | Kolejarz Białystok       | b.d. | b.d. | b.d. | b.d. | b.d.   | b.d.   | Klasa B          |
| ?    | Budowlani Sokółka (b)    | b.d. | b.d. | b.d. | b.d. | b.d.   | b.d.   | Klasa A          |
| ?    | Ogniwo Białystok         | b.d. | b.d. | b.d. | b.d. | b.d.   | b.d.   | Klasa A          |
| ?    | Włókniarz Białystok (b)  | b.d. | b.d. | b.d. | b.d. | b.d.   | b.d.   | Klasa B          |
| ?    | Włókniarz Wasilków (b)   | b.d. | b.d. | b.d. | b.d. | b.d.   | b.d.   | Klasa B          |
| ?    | Spójnia Białystok (b)    | b.d. | b.d. | b.d. | b.d. | b.d.   | b.d.   | Klasa B          |

- Tabela niekompletna z powodu braku wyników kilkunastu meczów. Z pewnością awans wywalczyła drużyna Budowlanych Białystok.

Grupa II
| Poz. | Drużyna                       | M | Z | R | P | Bramki | Punkty | Opis              |
| ---- | ----------------------------- | - | - | - | - | ------ | ------ | ----------------- |
| 1    | Budowlani Bielsk Podlaski (b) |   |   |   |   |        |        | Baraże o III ligę |
| ?    | Kolejarz Łapy (b)             |   |   |   |   |        |        | Klasa B           |
| ?    | Unia Hajnówka                 |   |   |   |   |        |        | Klasa A           |
| ?    | Kolejarz Hajnówka (b)         |   |   |   |   |        |        | Klasa B           |

Grupa III
| Poz. | Drużyna           | M | Z | R | P | Bramki | Punkty | Opis              |
| ---- | ----------------- | - | - | - | - | ------ | ------ | ----------------- |
| 1    | GWKS Ełk (b)      |   |   |   |   |        |        | Baraże o III ligę |
| ?    | LZS Szczuczyn     |   |   |   |   |        |        | Klasa B           |
| ?    | Kolejarz Ełk      |   |   |   |   |        |        | Klasa A           |
| ?    | Budowlani Grajewo |   |   |   |   |        |        | Klasa B           |
| ?    | Spójnia Ełk (b)   |   |   |   |   |        |        | Klasa B           |
| ?    | WKS Gołdap (b)    |   |   |   |   |        |        | Klasa B           |

Grupa IV
| Poz. | Drużyna              | M | Z | R | P | Bramki | Punkty | Opis              |
| ---- | -------------------- | - | - | - | - | ------ | ------ | ----------------- |
| 1    | Budowlani Suwałki    |   |   |   |   |        |        | Baraże o III ligę |
| ?    | Budowlani Olecko (b) |   |   |   |   |        |        | Klasa B           |
| ?    | Spójnia Suwałki (b)  |   |   |   |   |        |        | Klasa A           |
| ?    | Spójnia Olecko (b)   |   |   |   |   |        |        | Klasa B           |
| ?    | Spójnia Augustów (b) |   |   |   |   |        |        | Klasa B           |
| ?    | WKS Suwałki          |   |   |   |   |        |        | Klasa B           |

Półfinał
- Budowlani Białystok : Budowlani Bielsk Podlaski - brak wyników, jednak wiadomo, że awansowała drużyna z Białegostoku.
- GWKS Ełk : Budowlani Suwałki - brak wyników, jednak wiadomo, że awansowała drużyna z Ełku.

Finał
- Budowlani Białystok : GWKS Ełk 1:8
- GWKS Ełk : Budowlani Białystok 6:1

Klasyfikacja końcowa
| Lp.   | Drużyna                                                                 |
| ----- | ----------------------------------------------------------------------- |
| 1     | GWKS Ełk (awans III liga)                                               |
| 2     | Budowlani Białystok                                                     |
| 3-4   | Budowlani Bielsk Podlaski, Budowlani Suwałki                            |
| 5-8   | LZS Szczuczyn, Gwardia II Białystok, Budowlani Olecko, Kolejarz Łapy    |
| 9-12  | Kolejarz Ełk, Kolejarz Białystok, Spójnia Suwałki, Unia Hajnówka        |
| 13-16 | Budowlani Grajewo, Budowlani Sokółka, Spójnia Olecko, Kolejarz Hajnówka |
| 17-19 | Spójnia Ełk, Ogniwo Białystok, Spójnia Augustów                         |
| 20-22 | WKS Gołdap, Włókniarz Białystok, WKS Wigry Suwałki                      |
| 23    | Włókniarz Wasilków                                                      |
| 24    | Spójnia Białystok                                                       |

- Po zakończeniu rozgrywek decyzją władz WKKF utworzono klasę A i B. Do klasy A zakwalifikowano drużyny: Budowlani Suwałki, Kolejarz Ełk, Spójnia Suwałki, Unia Hajnówka, Ogniwo Białystok, Budowlani Sokółka, Gwardia II Białystok, GWKS II Ełk.
- Z nieznanych przyczyn pominięto drużynę Budowlanych Białystok, która ostatnie dwa lata grała w finale rozgrywek klasy wojewódzkiej. Zespół Budowlanych w przyszłym sezonie wystąpi w klasie B.

## II Klasa wojewódzka - IV poziom rozgrywkowy
Grupa I 
| Poz. | Drużyna              | M | Z | R | P | Bramki | Punkty |
| ---- | -------------------- | - | - | - | - | ------ | ------ |
| ?    | Spójnia Supraśl      |   |   |   |   |        |        |
| ?    | Budowlani II Sokółka |   |   |   |   |        |        |
| ?    | Kolejarz Starosielce |   |   |   |   |        |        |
| ?    | AZS Białystok        |   |   |   |   |        |        |

Grupa II 
| Poz. | Drużyna | M | Z | R | P | Bramki | Punkty |
| ---- | ------- | - | - | - | - | ------ | ------ |
| 1    | b.d.    |   |   |   |   |        |        |
| ?    | b.d.    |   |   |   |   |        |        |
| ?    | b.d.    |   |   |   |   |        |        |
| ?    | b.d.    |   |   |   |   |        |        |

Grupa III 
| Poz. | Drużyna | M | Z | R | P | Bramki | Punkty |
| ---- | ------- | - | - | - | - | ------ | ------ |
| ?    | b.d.    |   |   |   |   |        |        |
| ?    | b.d.    |   |   |   |   |        |        |
| ?    | b.d.    |   |   |   |   |        |        |
| ?    | b.d.    |   |   |   |   |        |        |

Grupa IV 
| Poz. | Drużyna | M | Z | R | P | Bramki | Punkty |
| ---- | ------- | - | - | - | - | ------ | ------ |
| ?    | b.d.    |   |   |   |   |        |        |
| ?    | b.d.    |   |   |   |   |        |        |
| ?    | b.d.    |   |   |   |   |        |        |
| ?    | b.d.    |   |   |   |   |        |        |

Grupa V 
| Poz. | Drużyna | M | Z | R | P | Bramki | Punkty |
| ---- | ------- | - | - | - | - | ------ | ------ |
| ?    | b.d.    |   |   |   |   |        |        |
| ?    | b.d.    |   |   |   |   |        |        |
| ?    | b.d.    |   |   |   |   |        |        |
| ?    | b.d.    |   |   |   |   |        |        |

Grupa VI
| Poz. | Drużyna        | M | Z | R | P | Bramki | Punkty |
| ---- | -------------- | - | - | - | - | ------ | ------ |
| ?    | Ogniwo Kolno   |   |   |   |   |        |        |
| ?    | Kolejarz Łomża |   |   |   |   |        |        |
| ?    | Gwardia Łomża  |   |   |   |   |        |        |
| ?    | WKS II Gołdap  |   |   |   |   |        |        |

- Skład grupy VI, brak wyników.

## Puchar polski - rozgrywki okręgowe
- Finał - Kolejarz Łomża : Budowlani Olecko 4:0